# Archief- en Documentatiecentrum
Het Archief- en Documentatiecentrum van de Nederlandse Gereformeerde Kerken (ADC) is het archief- en documentatiecentrum van de Nederlandse Gereformeerde Kerken en de rechtsvoorgangers Gereformeerde Kerken vrijgemaakt (1944 - 2023) en Nederlands Gereformeerde Kerken (1967 - 2023). Het is een van de drie archiefdiensten die in Kampen te vinden zijn; de andere twee zijn: Stadsarchief Kampen en het Frans Walkatearchief. Het centrum is gelegen aan de Broederweg en ligt tegenover de Theologische Universiteit Kampen (Broederweg).
De archiefdienst werd gesticht in 1993. De huidige collectie (2019) bestaat uit circa 125 archieven van verschillende personen en organisaties. Daarnaast heeft het ADC een documentatieverzameling, waarin verzamelingen van diverse personen zijn opgenomen, een periodiekenverzameling en een brochureverzameling. Het archief biedt naast fysieke archiefruimte ook e-depot-diensten aan aan kerkgenootschappen of gerelateerde organisaties.
Voor onderzoek is het centrum toegankelijk voor publiek. Sinds 1997 is George Harinck de directeur van het ADC.

## Externe link

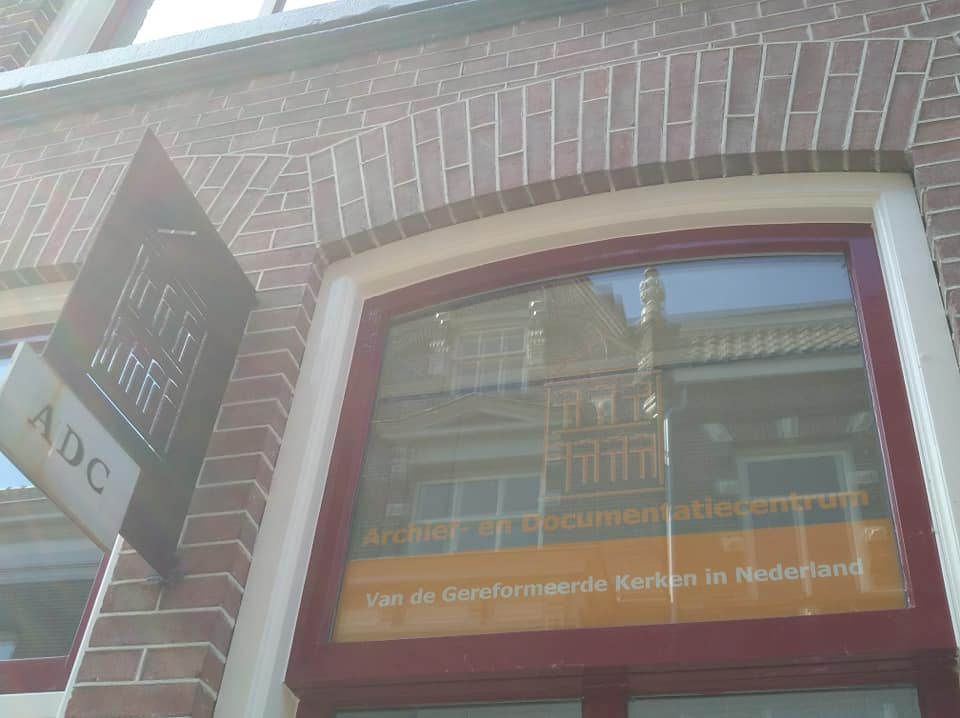
Raam met tekst van voor de naamswijziging in 2023